# Nikoła Poposki
Nikoła Poposki, mac. Никола Попоски (ur. 24 października 1977 w Skopju) – macedoński polityk, ekonomista i dyplomata, poseł do Zgromadzenia Republiki Macedonii, w latach 2011–2017 minister spraw zagranicznych.

## Życiorys
Urodził się w 1977 w Skopju. W 1995 ukończył szkołę Lycée René Cassin w Paryżu. W 2002 został absolwentem ekonomii na Uniwersytecie Świętych Cyryla i Metodego w Skopju, kształcił się także na Université Nice-Sophia-Antipolis (jako stypendysta rządu francuskiego). W 2004 uzyskał magisterium na kierunku języki i handel międzynarodowy w Unii Europejskiej na uniwersytetach w Skopju i Rennes. W 2005 otrzymał tytuł zawodowy Master of Arts w Kolegium Europejskim w Brukseli w zakresie europejskich studiów gospodarcze.
W latach 1999–2001 pracował jako asystent menedżera w British Royal Engineers. Od 2003 do 2004 był zatrudniony w wydziale analiz i rozwoju administracji portu w Rouen. Jednocześnie od 2001 do 2004 był sekretarzem w ambasadzie Francji w Macedonii. W latach 2005–2006 był menedżerem do spraw relacji z klientami w instytucji bankowej Depfa Bank z siedzibą w Dublinie.
Od 2006 do 2009 pełnił funkcję lidera zespołu we Wspólnym Centrum Badawczym w strukturze Komisji Europejskiej. 30 września 2010 objął stanowisko ambasadora Macedonii przy Unii Europejskiej.
28 lipca 2011 został mianowany ministrem spraw zagranicznych w rządzie Nikoły Gruewskiego. Urząd ten sprawował do 1 czerwca 2017, również w gabinecie premiera Emiła Dimitrowa.
W międzyczasie w wyborach w 2014 i w 2016 z ramienia centroprawicowej partii WMRO-DPMNE uzyskiwał mandat posła do Zgromadzenia Republiki Macedonii.

## Życie prywatne
Jest żonaty, ma jedno dziecko, mówi językiem angielskim i francuskim.